# Bonellia pringlei
Bonellia pringlei là một loài thực vật có hoa trong họ Anh thảo. Loài này được (Bartlett) B.Ståhl & Källersjö mô tả khoa học đầu tiên năm 2004.